# Grant megye (Indiana)
Grant megye az Amerikai Egyesült Államokban, azon belül Indiana államban található. Megyeszékhelye és legnagyobb városa Marion. Lakosainak száma 66 674 fő (2020. április 1.). Grant megye Huntington, Wells, Delaware, Madison, Wabash, Tipton, Howard, Blackford és Miami megyékkel határos.

## Népesség
A megye népességének változása:
| Lakosok száma | 70 000 | 69 692 | 69 344 | 69 126 | 67 979 | 66 674 |
|               | 2010   | 2011   | 2012   | 2013   | 2015   | 2020   |